# Drużynowe Mistrzostwa Świata na Żużlu 1979
Drużynowe Mistrzostwa Świata na Żużlu 1979 – dwudziesta edycja w historii.

## Eliminacje

### Eliminacje kontynentalne

#### Pierwszy ćwierćfinał
- nieznany termin,  Kempten (Allgäu)
- Awans do półfinału kontynentalnego: 2 – Austria i Holandia

| Miejsce | Kraje      | Suma | Zawodnicy                                                                   | Pkt.       | Pkt bieg. |
| ------- | ---------- | ---- | --------------------------------------------------------------------------- | ---------- | --------- |
| 1       | Austria    | 32   | Herbert Szerecs Walter Grubmüller Adi Funk Hubert Fischbacher Günther Walla | 10 9 7 5 1 | b.d       |
| 2       | Holandia   | 30   | Frits Koppe Henny Kroeze Rudi Muts Frits Koning Henk Steman                 | 9 8 5 4 4  | b.d       |
| 3       | RFN        | 29   | Waldemar Bacik Georg Hack Karl Maier Georg Gilgenreiner Wolfgang Mayr       | 9 9 8 2 1  | b.d       |
| 4       | Jugosławia | 5    | Frank Hagar Ivan Vobujak Vlado Kocuvan Manfred Kosmut Jozef Mavsar          | 2 2 1 0 0  | b.d       |

#### Drugi ćwierćfinał
- nieznany termin,  Miszkolc
- Awans do półfinału kontynentalnego: 2 – Związek Radziecki i Węgry

| Miejsce | Kraje             | Suma | Zawodnicy                                                                                  | Pkt.       | Pkt bieg. |
| ------- | ----------------- | ---- | ------------------------------------------------------------------------------------------ | ---------- | --------- |
| 1       | Związek Radziecki | 34   | Michaił Starostin Walery Gordiejew Grigorij Chłynowski Siergiej Dienisow Władimir Kłyczkow | 11 9 7 6 1 | b.d.      |
| 2       | Węgry             | 28   | László Mészáros István Sziraczky János Szöke Tibor Danka Antal Tamcsu                      | 9 9 1 0    | b.d       |
| 3       | Włochy            | 25   | Giuseppe Marzotto Paulo Noro Mauro Ferracciolo Francesco Biginato brak zawodnika           | 9 7 5 4 -  | b.d       |
| 4       | Bułgaria          | 9    | Atanasz Janakiev Orlin Janakiev Nikolai Manev Deter Kostov Angel Eftimov                   | 3 3 2 1 0  | b.d       |

#### Półfinał
- 15 lipca 1979 r. (niedziela),  Pardubice
- Awans do finału kontynentalnego: 2 – Związek Radziecki i Węgry

| Miejsce | Kraje             | Suma | Zawodnicy                                                                                  | Pkt.       | Pkt bieg. |
| ------- | ----------------- | ---- | ------------------------------------------------------------------------------------------ | ---------- | --------- |
| 1       | Związek Radziecki | 34   | Michaił Starostin Walery Gordiejew Grigorij Chłynowski Siergiej Dienisow Władimir Kłyczkow | 11 9 7 6 1 | b.d.      |
| 2       | Węgry             | 28   | László Mészáros István Sziraczky János Szöke János Jakab Antal Tamcsu                      | 7 6 5 2 1  | b.d.      |
| 3       | Holandia          | 16   | Rudi Muts Henk Steman Frits Koppe Frits Koning Piet Seur                                   | 6 5 3 2 0  | b.d       |
| 4       | Austria           | 14   | Hubert Fischbacher Adi Funk Herbert Szerecs Walter Grubmüller Siegfried Eder               | 4 4 3 2 1  | b.d.      |

#### Finał
- 29 lipca 1979 r. (niedziela),  Wrocław
- Awans do Finału Światowego: 2 – Polska i Czechosłowacja

| Miejsce | Kraje             | Suma | Zawodnicy                                                                              | Pkt.      | Pkt bieg. |
| ------- | ----------------- | ---- | -------------------------------------------------------------------------------------- | --------- | --------- |
| 1       | Polska            | 40   | Jerzy Rembas Robert Słaboń Edward Jancarz Zenon Plech Andrzej Huszcza                  | 10 10 9 2 | b.d       |
| 2       | Czechosłowacja    | 28   | Jiří Štancl Aleš Dryml Zdeněk Kudrna Václav Verner Petr Ondrašík                       | 8 7 6 5 2 | b.d       |
| 3       | Związek Radziecki | 27   | Walery Gordiejew Michaił Starostin Grigorij Chłynowski Wiktor Kuźniecow brak zawodnika | 9 8 5 -   | b.d       |
| 4       | Węgry             | 1    | László Juhász Zoltán Adorján Ferenc Farkas Zoltán Hajdú Csabo Nagy                     | 1 0 0     | b.d.      |

### Eliminacje interkontynentalne

#### Runda skandynawska
- 20 maja 1979 r. (niedziela),  Tampere
- Awans do finału interkontynentalnego: 2 – Dania i Szwecja

| Miejsce | Kraje     | Suma | Zawodnicy                                                                    | Pkt.         | Pkt bieg. |
| ------- | --------- | ---- | ---------------------------------------------------------------------------- | ------------ | --------- |
| 1       | Dania     | 39   | Hans Nielsen Ole Olsen Mike Lohmann Bo Petersen Erik Gundersen               | 12 11 10 4 2 | b.d       |
| 2       | Szwecja   | 32   | Anders Michanek Bernt Persson Jan Andersson Tommy Nilsson Stefan Salomonsson | 10 9 8 3 2   | b.d       |
| 3       | Finlandia | 16   | Kai Niemi Pekka Hautamaki Ari Koponen Olli Turkia Ila Teromaa                | 7 4 3 2 0    | b.d       |
| 4       | Norwegia  | 9    | Tormod Langli Reidar Eide Tom Godal Rolf Gramstad Toralf Holen               | 6 1 0        | b.d       |

#### Runda brytyjska
- 20 maja 1979 r. (niedziela),  Reading
- Awans do finału interkontynentalnego: 2 – Anglia i Australia

| Miejsce | Kraje             | Suma | Zawodnicy                                                                  | Pkt.        | Pkt bieg. |
| ------- | ----------------- | ---- | -------------------------------------------------------------------------- | ----------- | --------- |
| 1       | Nowa Zelandia     | 30   | Mitch Shirra Ivan Mauger Larry Ross Bruce Cribb rez. Roger Abel            | 11 9 7 3 ns | b.d       |
| 2       | Stany Zjednoczone | 26   | Bobby Schwartz Kelly Moran Steve Gresham Bruce Penhall rez. Dennis Sigalos | 8 7 6 5 ns  | b.d       |
| 3       | Anglia            | 22   | Gordon Kennett Peter Collins Michael Lee Malcolm Simmons rez. Dave Jessup  | 6 5 4 0 7   | b.d       |
| 4       | Australia         | 18   | Phil Crump John Titman Billy Sanders Phil Herne rez. John Boulger          | 7 5 3 2 1   | b.d       |

#### Finał
- 14 czerwca 1979 r. (czwartek),  Eskilstuna

| Miejsce | Kraje             | Suma | Zawodnicy                                                                     | Pkt.       | Pkt bieg. |
| ------- | ----------------- | ---- | ----------------------------------------------------------------------------- | ---------- | --------- |
| 1       | Nowa Zelandia     | 29   | Ivan Mauger Larry Ross Mitch Shirra Bruce Cribb rez. Roger Abel               | 11 7 4 0   | b.d.      |
| 2       | Dania             | 27   | Ole Olsen Mike Lohmann Hans Nielsen Bo Petersen rez. Bent Rasmussen           | 10 8 5 4 0 | b.d.      |
| 3       | Stany Zjednoczone | 22   | Kelly Moran Bruce Penhall Bobby Schwartz Steve Gresham rez. Ron Preston       | 8 5 4 ns   | b.d.      |
| 4       | Szwecja           | 18   | Richard Hellsen Anders Michanek Jan Andersson Bernt Persson rez. Bo Wirebrand | 6 6 3 0    | b.d.      |

## Finał Światowy
- 16 września 1979 r. (niedziela),  Londyn – stadion White City

| Miejsce | Kraje          | Suma | Zawodnicy                                                               | Pkt.         | Pkt bieg.                                     |
| ------- | -------------- | ---- | ----------------------------------------------------------------------- | ------------ | --------------------------------------------- |
| 1       | Nowa Zelandia  | 35   | Larry Ross Mitch Shirra Ivan Mauger Bruce Cribb rez. Roger Abel         | 11 10 9 5 ns | (3,3,2,3) (2,2,3,3) (3,3,3,w) (1,1,1,2) ns    |
| 2       | Dania          | 31   | Ole Olsen Hans Nielsen Mike Lohmann Finn Thomsen rez. Bo Petersen       | 12 9 6 4 0   | (3,3,3,3) (3,3,2,1) (2,1,2,1) (1,0,-,3) (w)   |
| 3       | Czechosłowacja | 19   | Jiří Štancl Aleš Dryml Zdeněk Kudrna Václav Verner rez. Petr Ondrašík   | 6 5 4 ns     | (0,1,3,2) (1,2,1,1) (w,2,2,0) (0,1,1,2) ns    |
| 4       | Polska         | 11   | Zenon Plech Piotr Pyszny Robert Słaboń Marek Cieślak rez. Andrzej Tkocz | 4 4 2 1 ns   | (d,2,0,2) (2,0,1,1) (2,d,d,-) (1,u,d,-) (0,0) |

## Tabela końcowa
| Miejsce | Kraj              |
| 1       | Nowa Zelandia     |
| 2       | Dania             |
| 3       | Czechosłowacja    |
| 4       | Polska            |
| 5       | Stany Zjednoczone |
|         | Związek Radziecki |
| 7       | Szwecja           |
|         | Węgry             |
| 9       | Holandia          |
|         | Finlandia         |
|         | Anglia            |
| 12      | Australia         |
|         | Austria           |
|         | Norwegia          |
| 15      | RFN               |
|         | Włochy            |
| 17      | Bułgaria          |
|         | Jugosławia        |